# Igor Sapač
Igor Sapač, slovenski arhitekt, umetnostni zgodovinar, kastelolog, konservator, muzealec, maketar, univerzitetni profesor, * 23. marec 1977, Maribor.

## Delo
Od leta 1989 se ukvarja z arhitekturno zgodovino in s problematiko ohranjevanja ter prenove stavbne kulturne dediščine. Od leta 1993 je bil sodelavec Ivana Stoparja.
Leta 2003 je diplomiral iz arhitekture na Fakulteti za arhitekturo v Ljubljani, leta 2006 pa še iz umetnostne zgodovine na Filozofski fakulteti v Ljubljani. Leta 2008 je na Filozofski fakulteti v Ljubljani zaključil doktorsko disertacijo s področja konservatorstva z naslovom Rekonstrukcijski posegi v historičnih urbanih naselbinah na Slovenskem.
Od leta 2005 do 2014 je bil zaposlen kot kustos za arhitekturo in muzejski svetovalec v Muzeju za arhitekturo in oblikovanje v Ljubljani. Od leta 2007 predava na Oddelku za arhitekturo Fakultete za gradbeništvo, prometno inženirstvo in arhitekturo Univerze v Mariboru.
Napisal je preko 10 samostojnih znanstvenih monografij, številne znanstvene in strokovne članke ter dele monografij, pripravil več razstav z arhitekturnozgodovinsko tematiko, s strokovnimi prispevki nastopal v vrsti televizijskih in radijskih oddaj ter javnih okroglih miz, sodeloval v projektu Odlični v znanosti, opravljal delo predsednika strokovne žirije za podelitev Plečnikovih odličij ter sodeloval pri mnogih prenovah arhitekturnih spomenikov na Slovenskem.

## Priznanja in nagrade
- Prešernovi nagradi Fakultete za arhitekturo in Filozofske fakultete v Ljubljani[2]
- Plečnikova medalja za prispevek s področja strokovne publicistike[2]
- 2016: Valvasorjeva nagrada za razstavno-založniški projekt Arhitektura 19. stoletja na Slovenskem (Muzej za arhitekturo in oblikovanje; kot del ekipe)[3]
- dve priznanji Izidorja Cankarja (2013 in 2019 kot del ekipe), ki mu jih je za raziskovalno delo in prispevek k ohranjanju slovenske grajske dediščine ter za monografijo Arhitektura 19. stoletja na Slovenskem podelilo Slovensko umetnostnozgodovinsko društvo.[2]